# Капрецо
Капрѐцо (на италиански: Caprezzo; на пиемонтски: Cravess, Кравес, на местен диалект: Cavresc, Кавреск) е село и община в Северна Италия, провинция Вербано-Кузио-Осола, регион Пиемонт. Разположено е на 530 m надморска височина. Населението на общината е 171 души (към 2010 г.).